# Achtung! — Kriminalpolizei!
Achtung! – Kriminalpolizei! ist ein deutsch-ungarischer Kriminalfilm aus dem Jahre 1929 mit Charlotte Susa, Lissi Arna und Hans Adalbert Schlettow in den Hauptrollen.

## Handlung
Eine namenlose, angebliche Straftäterin sitzt als “Gefangene Nr. 7” in einem Frauengefängnis ein. Sie hat die Strafe für eine von ihrem Freund, dem schurkischen Oberkellner Jenö, begangene Untat, auf sich genommen. Die Sehnsucht nach ihm quält die Gefangene Nr. 7 so sehr, dass sie die ebenfalls namenlose Anstaltsärztin mit Erfolg dazu überredet, Kleidertausch vorzunehmen, um einen Abend Urlaub vom Einsitzen zu nehmen, mit dem Versprechen, am Ende der Nacht treu und brav hinter Gitter zurückzukehren. Tatsächlich kommt es zum Wiedersehen mit Jenö. Gefangene Nr. 7 ist seit ihrer Ankunft an Jenös Arbeitsplatz mehr stille Beobachterin als Aktive.
Sie muss in den kommenden Stunden mit ansehen, wie ihr Jenö ein ziemlicher Ganove und darüber hinaus auch noch ein Windhund ist. Er flirtet, was das Zeug hält; mal mit dem Küchenmädchen, mal mit der Hotel-Geschäftsführerin und mal mit einem Hotelgast, einer Artistin. Diese eine Nacht wird für Nr. 7 sehr lang, denn es passieren reichlich merkwürdige Dinge vor Ort, etwa ein Einbruch (den sie verhindert) und ein Fahrstuhlabsturz. Am Ende kehrt die Strafgefangene, sehr zur Überraschung der Anstaltsärztin, freiwillig, wie versprochen, in ihre Zelle zurück, mit der Erkenntnis, dass es um diesen “Freund”, Ober Jenö, nicht zu warten lohnt.

## Produktionsnotizen
Achtung! – Kriminalpolizei!, gelegentlich auch mit dem Untertitel Gefangene Nr. 7 geführt, entstand von Mai bis Juni 1929 in Budapest, passierte die Filmzensur am 4. Oktober 1929 und wurde zum Jahresende in Braunschweig uraufgeführt. Die Berliner Premiere fand am 28. März 1930 unter dem Titel Gefangene Nr. 7 im Lützow-Palast statt. Die Länge des mit Jugendverbot belegten Siebenakters betrug 2287 Meter.
Die Filmbauten gestaltete Stefan Lhotka.

## Kritiken
In der B.Z. am Mittag heißt es: ”Paul Sugar stellt sich … mit einem Film vor, der – obgleich von Ungleichmäßigkeiten zerzaust – auf eine keimende Begabung hinweist. Eine wahnwitzig gewordene Kolportagehandlung … die allerdings nicht mit dicken Knalleffekten knausert, wird im großen und ganzen geschickt und wirksam weit über Anfängerdurchschnitt angepackt; das Milieu eines muffigen Hotelchens ist ausgezeichnet getroffen, die Typen sind lebensähnlich und oft mit satirischer Schärfe gezeichnet.”.
Das Berliner Tageblatt schreibt: ”Ein Film, der keineswegs so schlecht ist, dass man seine Uraufführung im Lützow-Palast verstecken musste. (…) … dann hat diese Handlung zwar manchen logischen Fehler, aber spannend ist sie doch. (…) Lissi Arna bemüht sich erfolgreich, eine gute 7 zu sein, Schlettow spielt einen Oberkellner, bei dem man sich nie etwas zu bestellen trauen würde.”.